# Star Wars Tales
Star Wars Tales (bra: Star Wars: Histórias) é uma série televisiva de antologia animada estadunidense criada por Dave Filoni e Charles Murray para o serviço de streaming Disney+. Produzida pela Lucasfilm Animation, a série faz parte da franquia Star Wars, explorando temáticas sobre diferentes personagens da Saga Skywalker.
Filoni começou a escrever Tales enquanto trabalhava na série em live-action The Mandalorian (2019–2023) e revelou os primeiros detalhes oficiais sobre ela em maio de 2022. A primeira temporada, intitulada Tales of the Jedi, estreou em 26 de outubro de 2022 e consiste em seis episódios que abordam detalhes sobre as experiências de Ahsoka Tano e Conde Dookan com a Ordem Jedi. O elenco desta temporada inclui os atores Liam Neeson e Matt Lanter reprisando seus respectivos papéis como Qui-Gon Jinn (de The Phantom Menace) e Anakin Skywalker (de Rebels). Ashley Eckstein, Dee Bradley Baker e Janina Gavankar também fornecem vozes para a série, que usa o mesmo estilo de animação computadorizada da série anterior de Filoni, The Clone Wars.
Em abril de 2023, a série foi renovada para uma segunda temporada, intitulada Tales of the Empire e que explora personagens relacionados ao Império Galáctico, como Morgan Elsbeth e Barriss Offee. Tales of the Empire teve sua estreia em 4 de maio de 2024 e contou com seis episódios. Em abril do ano seguinte, a companhia anunciou a produção de uma terceira temporada, intitulada Tales of the Underworld cujo foco narrativo seriam as atividades de caçadores de recompensas e forasteiros nos rincões da galáxia. A terceira temporada teve sua estreia em 4 de maio de 2025 e abordou tramas envolvendo os personagens Asajj Ventress e Cad Bane.

## Premissa
Cada episódio de Tales of the Jedi conta uma história curta com os Jedi da era da trilogia prequela de Star Wars. Os seis episódios são divididos em dois "caminhos": o primeiro seguindo Ahsoka Tano em vários pontos de sua vida, e o outro retratando um jovem Conde Dookan antes de sua queda para o lado sombrio da Força.

## Elenco e personagens

### Principal
- Ashley Eckstein como Ahsoka Tano[13]
- Corey Burton como Conde Dookan e Cad Bane
- Meredith Salenger como Barriss Offee
- Diana Lee Inosanto como Morgan Elsbeth
- Nika Futterman como Asajj Ventress

### Recorrentes
- Liam Neeson como Qui-Gon Jinn[14]
  - Micheál Richardson como Qui-Gon Jinn (jovem)[14]
- Matt Lanter como Anakin Skywalker[12]
- Dee Bradley Baker como Capitão Rex[11]
- James Arnold Taylor como Obi-Wan Kenobi
- Janina Gavankar como Pav-ti Tano
- Bryce Dallas Howard como Yaddle[12]

## Episódios
| Temporada | Temporada           | Episódios | Episódios | Originalmente exibido | Originalmente exibido |
| Temporada | Temporada           | Episódios | Episódios | Estreia da temporada  | Final da temporada    |
| --------- | ------------------- | --------- | --------- | --------------------- | --------------------- |
|           | Tales of the Jedi   | 6         | 6         | 26 de outubro de 2022 | 26 de outubro de 2022 |
|           | Tales of the Empire | 6         | 6         | 4 de maio de 2024     | 4 de maio de 2024     |

### Tales of the Jedi(2022)
| N.º | Título                                                    | Dirigido por         | Escrito por                | Lançamento            |
| --- | --------------------------------------------------------- | -------------------- | -------------------------- | --------------------- |
| 1 | "Life and Death" "Vida e Morte" (BR)                      | Nathaniel Villanueva | Dave Filoni                | 26 de outubro de 2022 |
| Um ano após seu nascimento, a pequena Ahsoka Tano é levada por sua mãe, Pav-ti, em sua primeira viagem de caçada. Durante a jornada, mãe e filha são atacadas por um grande predador que sequestra Ahsoka. Pav-ti retorna ao vilarejo e busca ajuda, mas é surpreendida ao encontrar Ahsoka em segurança e domando o animal. Gantika, uma anciã do vilarejo, acredita que Ahsoka possui uma incrível comunicação com A Força.                                                              |                                                           |                      |                            |                       |
| 2 | "Justice" "Justiça" (BR)                                  | Saul Ruiz            | Dave Filoni                | 26 de outubro de 2022 |
| O Mestre Dookan e seu padawan, Qui-Gon Jinn, encontram o filho sequestrado do Senador Dagonet em um vilarejo destruído. Os habitantes locais estão lutando para sobreviver sem os recursos que têm sido desviados pelo senador. Dagonet chega com reforços e ataca os habitantes. Dookan, enfurecido com a corrupção do senador, ameaça aniquilá-lo através da Força. Qui-Gon convenceu seu mestre a poupar Dagonet e seu filho promete ajudar os habitantes locais.                       |                                                           |                      |                            |                       |
| 3 | "Choices" "Escolhas" (BR)                                 | Charles Murray       | Charles Murray Élan Murray | 26 de outubro de 2022 |
| Os Mestres Jedi Dookan e Mace Windu recuperam o corpo da Mestra Katri de Raxus Secundus. Dookan insiste em investigar a morte de Katri, contrariando ordens superiores, e ambos descobrem que Katri foi morta por guardas que queriam interromper o desvio de recursos do planeta pelo Senador Larik. No funeral de Katri, Windu revela que será seu sucessor no Alto Conselho Jedi. Dookan se ressente da decisão.                                                                        |                                                           |                      |                            |                       |
| 4 | "The Sith Lord" "O Lorde Sith" (BR)                       | Saul Ruiz            | Dave Filoni                | 26 de outubro de 2022 |
| Ao descobrir o plano secreto do Lorde Sith Darth Sidious, Mestre Dookan se passa pelo Mestre Jedi Sifo-Dyas e apaga todos os arquivos de dados sobre o planeta Kamino armazenados no Templo Jedi. Quando Qui-Gon Jinn é morto por Darth Maul, Dookan confronta Sidious sobre a morte de seu padawan. A Mestra Yaddle segue Dookan e tentar convencê-lo a tomar outra direção. Dookan é tomado pela ira e elimina Yaddle sob as ordens de Sidious.                                          |                                                           |                      |                            |                       |
| 5 | "Practice Makes Perfect" "A prática faz a perfeição" (BR) | Saul Ruiz            | Dave Filoni                | 26 de outubro de 2022 |
| Desapontado com a simplicidade das simulações de combate de sua padawan Ahsoka Tano, Anakin Skywalker a leva para um confronto aberto contra uma tropa de clones armados. Skywalker mantém estre treinamento com sua padawan durante todas as Guerras Clônicas. No fim do conflito, os clones se voltam contra os Jedi após a Ordem 66. Ahsoka usa suas habilidades com a Força e o treinamento intenso de seu antigo mestre para sobreviver.                                              |                                                           |                      |                            |                       |
| 6 | "Resolve" "Solução" (BR)                                  | Saul Ruiz            | Dave Filoni                | 26 de outubro de 2022 |
| Durante o funeral de Padmé Amidala, o Senador Bail Organa pede que Ahsoka Tano entre em contato caso precise de ajuda. Algum tempo depois de seu exílio, Ahsoka é vista manipulando A Força para ajudar alguém que está em perigo. O Império Galático recebe a informação de sua localização e envia um Inquisidor. Ahsoka elimina od Inquisidor e entra em contato com Organa, que a resgata no dia seguinte. Ahsoka diz a Organa que está pronta para lutar contra as forças do Império. |                                                           |                      |                            |                       |

## Produção

### Desenvolvimento
Enquanto viajava para trabalhar na série de Star Wars, The Mandalorian, Dave Filoni começou a escrever contos sobre diferentes personagens Jedi da era da trilogia prequela da franquia. Carrie Beck, vice-presidente sênior de desenvolvimento e produção da Lucasfilm, perguntou se Filoni queria transformá-los em uma série, que ele comparou a ela "encontrar o dinheiro" para um renascimento de sua série animada Star Wars: The Clone Wars no serviço de streaming Disney+. Em dezembro de 2021, o logotipo de Tales of the Jedi foi incluído nos presentes de fim de ano para os funcionários da Lucasfilm, juntamente com os logotipos dos próximos projetos de cinema e televisão no estúdio. Este também foi o nome de uma série de quadrinhos não relacionada publicada pela Dark Horse Comics na década de 1990. A Lucasfilm confirmou o projeto em abril de 2022, quando a empresa anunciou a programação da Star Wars Celebration, com Filoni definido para discutir a série de antologia animada em um painel dedicado. Este foi realizado no final de maio e revelou que a série consiste em seis episódios escritos por Filoni e pelo roteirista de The Clone Wars, Charles Murray, com cada um com aproximadamente 15 minutos de duração.

### Roteiro
Filoni descreveu a série como explorando "dois caminhos e duas escolhas", com um seguindo o personagem Ahsoka Tano e o outro focando no Conde Dookan. Cada personagem é explorado em três épocas diferentes de suas vidas. Comparando a série com The Clone Wars, Filoni observou que Tales of the Jedi tinha um ritmo mais lento e como "uma série de poemas de tom" com menos diálogo e mais narrativa visual. Isso foi inspirado nos trabalhos de Hayao Miyazaki, bem como no mentor de Filoni, o criador de Star Wars, George Lucas. A primeira ideia de Filoni para a série era mostrar como Ahsoka foi trazida para a Ordem Jedi por Plo Koon, mas ele mudou isso para uma história sobre a primeira viagem de caça de Ahsoka com sua mãe porque não havia muitas histórias sobre "mães sendo mães" em Star Wars. Ele sentiu que era importante que "a primeira experiência de Ahsoka com alguém lhe dizendo: 'Não tenha medo', fosse com sua mãe." Além do primeiro episódio, que tem um final feliz e apresenta a "adorável bebê Ahsoka", Filoni alertou que "essas não são apenas histórias divertidas e felizes. Às vezes fica difícil." Ele sentiu particularmente que a vida de Dookan era "surpreendentemente trágica" e atribuiu alguns dos episódios mais sombrios da série a eles terem sido escritos durante a pandemia de COVID-19. Um aspecto de Dookan que Filoni queria explorar era o relacionamento com seu aprendiz padawan, Qui-Gon Jinn, que Filoni descreveu como "um dos melhores e, de certa forma, mais interessantes Jedi, por causa de sua filosofia, que é diferente do Conselho Jedi. E onde ele aprendeu isso, se não de seu mentor, Conde Dookan?"

### Seleção de elenco
Com o anúncio da série em maio de 2022, foi revelado que Liam Neeson iria reprisar seu papel como Qui-Gon Jinn, enquanto seu filho Micheál Richardson daria voz a uma versão mais jovem do personagem. Matt Lanter reprisa seu papel como Anakin Skywalker de The Clone Wars, enquanto Janina Gavankar foi escalada como a mãe de Ahsoka Tano, Pav-ti.

### Animação
A série usa o mesmo estilo de animação de The Clone Wars.

## Marketing
Filoni revelou os primeiros detalhes sobre a série em um painel na Star Wars Celebration em maio de 2022, onde um teaser foi mostrado e o primeiro episódio completo exibido.

## Lançamento
Tales of the Jedi será lançado no final de 2022 no Disney+ e consiste em seis episódios.